# Peter Neururer
Peter Neuruer (ur. 26 kwietnia 1955 w Marl) – niemiecki trener piłki nożnej.

## Kariera
Jako że kariery w profesjonalnej piłce nigdy nie zrobił, kojarzony jest głównie z fachem szkoleniowym. Zanim otrzymał posadę w 2. Bundeslidze, pracował z amatorskimi klubami: TuS Haltern i SC Weitmar. W 1987 roku dostał propozycję pracy w Rot-Weiss Essen u boku Horsta Hrubescha. W styczniu 1988 otrzymał z kolei ofertę z pierwszoligowej Alemannii Aachen. Przygoda z tym klubem była wyjątkowo udana, gdyż na finiszu zajął z nim 6. miejsce. Kolejny epizod miał miejsce w FC Schalke 04, gdzie jego zadaniem było przełamanie fatalnej passy bez Bundesligi.
Neururer przejął klub z Zagłębia Ruhry na przełomie lat 1989 i 1990. FC Schalke 04 zajmowało wówczas 5. miejsce w tabeli 2. ligi. Pierwsze trzy miesiące pracy w tym klubie były tak dobre, że zespół wzbił się nawet na 2. miejsce. Mimo to, prezydent klubu był daleki od szczęścia i w listopadzie 1990 postanowił zwolnić Neururera z pracy. Na kolejny klub Niemiec nie musiał zbyt długo czekać. Po kilku miesiącach na bezrobociu, zadzwonili do niego przedstawiciele Herthy BSC, grającej wówczas w Bundeslidze. W stolicy poszukiwano następcy dla zwolnionego w marcu 1991 Pala Csernai’a. Peter miał pecha, ponieważ przejął drużynę, która była na szarym końcu tabeli. Ostatecznie Hertha pożegnała się z Bundesligą.
Wraz z końcem sezonu, co oczywiste, rozwiązał kontrakt z berlińską Starą Damą i od nowego sezonu prowadził ekipę z południowej części Niemiec – 1. FC Saarbrücken. Właśnie w tym klubie Neururer święcił swoje największe sukcesy. Jego podopieczni wygrali 2. Bundesligę w cuglach i oczywiści uzyskali promocję na najwyższy szczebel. Sezon 1992/93 1. FC Saarbrücken rozpoczynało zatem w 1. Bundeslidze. Niestety był on zupełnie nieudany i drużyna z hukiem wylądowała o klasę niżej, co dla Neururera oznaczało zwolnienie z pracy.
Jego kolejnym przystankiem w karierze był Hannover 96, który także do czołowych drużyn nie należał. Neururer, z pomocą Anglika Johna Dallimore’a ustabilizował zespół w ciągu sześciu miesięcy, dzięki czemu zachował status 1-ligowca na kolejny sezon, jednak władze nie przedłużyły z nim kontraktu. Po roku bez pracy, do Neururera zgłosili się działacze 1. FC Köln. ”Koziołki” zwolniły Stefana Poolsa, który doprowadził drużynę do strefy spadkowej. Tym razem, urodzonemu w 1955 roku trenerowi udało się doskonale wywiązać z zadania. Nie dość, że zdołał uchronić drużynę przed relegacją, to zajął z nią jeszcze 12. miejsce, którego większość kibiców sobie nie wyobrażało. W kolejnym sezonie wiodło mu się również całkiem nieźle, ponieważ na mecie rozgrywek zajął 10. miejsce. Sezon 1997/98 nie był już tak kolorowy. Sam początek był rozczarowujący w wykonaniu 1. FC Köln i władze klubu zwolniły Neururera we wrześniu 1997.
Po tym wydarzeniu poszukiwania klubu wcale nie były łatwe. Po dwóch latach bez pracy, w październiku 1999 propozycję złożyło mu Kickers Offenbach. Klub ten mógł jedynie pomarzyć o środku tabeli w 2. Bundeslidze. Los dla trenera okazał się znów brutalny i Kickers wylądowało w Regionallidze Süd. Kolejny sezon rozpoczął z tym samym zespołem, ale po tym, jak nie zdołał wygrać dwóch pierwszych spotkań, prezes wskazał mu drzwi wyjściowe. Następna propozycja pracy przyszła do niego we wrześniu 2000, kiedy to drugoligowy Rot-Weiss Ahlen miał kłopoty. Na szczęście, Neururer okazał się na tyle zaradny, że Ahlen zakończyło rozgrywki na dobrym, 7. miejscu. Przeciętny start w kolejnym sezonie, po raz kolejny oznaczał odejście z klubu. Pomocną dłoń dla szkoleniowca wyciągnęło VfL Bochum.
Klub z Nadrenii Północnej-Westfalii okazał się dla niego najlepszym jak dotąd miejscem pracy. W zaledwie pierwszym swoim sezonie, Neururer wywalczył awans do Bundesligi, zaś w kolejnych dwóch zachował byt ekipie z Bochum. Sielanka dobiegła końca wraz z końcem sezonu 2004/2005, kiedy VfL zostało zdegradowane. W listopadzie 2005 Neururer zastąpił z kolei Ewalda Lienena i zapewnił Hannoverowi ligowy byt. Władze klubu zdecydowały się na przedłużenie kontraktu z tym panem, ale dopiero po 3 porażkach, w których Hannover 96 stracił aż 11 bramek, zdali sobie sprawę, że był to kiepski pomysł.
W 2008 r. objął MSV Duisburg. Zespół ten trenował przez jeden rok.

## Kontrowersje
W czerwcu 2007 Peter Neururer wywołał ogromne kontrowersje, kiedy stwierdził, że w latach 90. rozpowszechniany był doping w niemieckiej piłce. Wśród zamieszanych klubów wymienił FC Schalke 04, w którym pracował w sezonie 1989/90, jednak klub zdementował te oskarżenia.